# Ференц Ајзенхут
Ференц Ајзенхут (мађ. Ferencz Eisenhut; Бачка Паланка, 25. јануар 1857  –  Минхен, 2. јун 1903) био je мађарски сликар немачког порекла, познат као један од водећих сликара оријенталних тема свога времена. Код нас је, ипак, најпознатији као аутор слике Битка код Сенте, чувене и по томе што представља највеће уље на платну у Србији, али и на просторима бивше Југославије.

## Биографија
Ференц Ајзенхут рођен у Бачкој Паланци је 26. јануара 1857. године као Франц Ајзенхут, седмо од једанаесторо деце месног крчмара. Пошто је припадао народу подунавских Шваба матерњи језик му је био немачки, али је течно говорио мађарски и српски, попут већине тадашњих становника територије данашње Војводине. Иако Немац пореклом, Ајзенхут се сматрао Мађаром, па је своје право име Франц променио у Ференц и већину својих слика потписивао са Eisenhut Ferencz.

### Детињство и младост
Још као дечака отац га је послао у Пешту да шегртује код старијег брата, трговца. Међутим, уместо да услужује муштерије, он је сваког ко је ушао у дућан занесено скицирао на често изгужваној и масној хартији. Брат је убрзо увидео да од Ференца никад неће бити трговац, те га враћа назад у Паланку. На његову срећу, надареног дечака приметили су неки месни богаташи и послали га натраг у Пешту, овога пута на изучавање сликарског заната.

### Школовање
У периоду од 1875. до 1876. похађа Државну школи за наставнике цртања у Будимпешти, а од 1877. до 1883. Баварску краљевску академију у Минхену. Истовремено похађа и школу Вилхема Дица, сликара обичаја и ратних тема. Године 1877. постао је стипендиста мађарске државе, пошто су му радови награђивани на Академији.

### Бројна путовања
Ференц Ајзенхут је важио за једног од највећих оријенталних сликара с краја 19. века, а инспирацију за ту врсту радова налазио је боравећи на Оријенту. На пут ка Истоку кренуо је још као полазник минхенске Академије, што је био његов дечачки сан. Дунавом, преко Црног мора, дошао је до до подножја Кавказа, а потом и у Баку на обали Каспијског језера. Управо тај први боравак на Истоку га усмерава ка оријенталном сликарству, где почиње да слика старе персијске грађевине и тамошње татарско и персијско становништво. Крајем 1886. године креће у Тунис, Алжир и Египат. Тако га, с пролећа 1895. године, када је управо он изабран да за Сомбор и Бач–бодрошку жупанију изради слику Битка код Сенте, изасланици сомборског племства налазе у Техерану, ради потписивања уговора за израду поменуте слике.

### Брак и породица
Године 1897. Ајзенхут се оженио осамнаестогодишњом Адријаном Рајхл, ћерком Фридриха Рајхла, власника паланачке цементаре. Са својом супругом и тромесечном бебом Ајзенут прихвата позив емира од Бухаре и креће још једном на Исток. Њихов домаћин, емир од Бухаре пружио им је безгранично гостопримство и привилегије. Сместио их је у своју палату и ставио им на располагање кочијаша, слугу, кувара, телохранитеља, чак и дворску луду. Уметнику је чак отворио и врата тамошњег затвора, како би, ако то жели, могао да слика робове и затворенике. Један од резултата тог путовања је настанак слике Народна светковина у Кавказу. У левом углу овог платна препознаје се интимни моменат - сликар је приказао своју супругу, обучену у оријенталну ношњу, на белом коњу и сходно тамошњим обичајима са бебом у торби обешеној на боку коња. На жалост, њихова девојчица је убрзо умрла у Самарканду. Сахрањена је у Бухари.

### Повратак у Паланку и крај
Са овог, испоставиће се последњег, путовања Ајзенхут се са женом враћа у Паланку, у породичну кућу. Млади пар добио је касније још двоје деце: 1901. ћерку Јудиту и 1903. сина Франца Георга. Непуна три месеца након синовљевог рођења Ајзенхут умире у Минхену 2. јуна 1903. године, после две неуспеле операције желуца. Сахрањен је 4. јуна 1903. уз велику почаст на минхенском Источном гробљу. Паланка је на испраћају Ајзенхуту послала огроман венац од палминих и ловорових грана, а говор је у име града одржао сликар Виктор Шрам.

## Уметнички рад
Ајзенхут је за време свог живота био познат пре свега као оријентални сликар, што је подразумевало дуга и честа студијска путовања. На прва путовања кренуо је 1883. и 1884. године, пут Кавказа, пловећи Дунавом до Црног мора, а затим возом од Батума до Тифлиса и обале Каспијског језера, у Баку. Неке од тада насталих скица чувају се музеј у Сегедину, као и једну уљану слику са првог путовања по Тунису и Алжиру, које је уследило крајем 1886. и почетком 1887. године. Претпоставља се да је управо тада настала слика Напуљ са Везувом јер је управо Напуљ била велика лука из које се преко Тиренског мора отварао пут према Африци.
Свој први велики успех је постигао 1883. године сликом Лечење помоћу Курана, дела које је откупљено и постављено у краљевској палати у Будиму. Убрзо је у великој мери радио за галеристе у Енглеској. Један од тадашњих ликовних кричара, Карољ Лика, је забележио да су немачке дрворезачке радионице за израду клишеа репрудоковале Ајзенхутова дела у илустрованим листовима по целој Европи - а нарочито у Енглеској, зато што се "на његовим сликама видео аутентичан Исток".
Најпознатија слика Ференца Ајзенхута свакако је већ поменута Битка код Сенте. Ово уље на платну монументалних димензија насликао је 1896. по поруџбини Бачко-бодрошке жупаније, чије се седиште налазило у Сомбору. Повод је била угарска миленијумска прослава.. Ајзенхут се темељније посветио историјском жанру још у два маха: Поводом седамстоте годишњице од канонозације мађарског краља Ладислава, када је 1898. године насликао дело Свети Ладислав у потери за Куманом, отимачем девојке  и 1902. године, када је насликао слику Хуњадијев јуриш код Београда.

## Друштвено ангажовање
Као комуникативна личност, Ајзенхут је у ликовном животу био познат и као организатор и добар сарадник. Пошто се целог живота везивао за два ликовна центра: Будимпешту у формирању и Минхен са већ дугом традицијом, непрестано их је повезивао. Помагао је мађарским уметницима у Минхену, где се борио за њихово боље место на изложбама, и обрнуто, немачким уметницима у Будимпешти, али је помагао и младим почетницима да крену на студије у Минхен. Био је члан минхенске групе ”Лиутполд” под патронатом баварског регента, те је као такав жирирао неке изложбе.

## Изложбе
Своју излагачку делатност је започео учешћем на јесењој изложби Мађарског друштва ликовних уметника у Будимпешти 1881. Био је активно присутан на изложбама како у Будимпешти, тако у Минхену, а повремено и у Паризу, Берлину, Мадриду, итд, где је добијао разне награде. Сликом Смрт Ђулбабе је 1886. године постао први уметник који је награђен Великом мађарском државном златном медаљом у Будимпешти. Самосталну изложбу за свог живота није имао. Прва му је приређена поводом смрти 1903. године у Будимпешти. Његово дело и живот су од тада готово пали у заборав.

## Ајзенхутова дела данас
Уметничка заоставштина Ференца Ајзенхута пренета је, након његове смрти, из Минхена у Будимпешту и Бачку Паланку, а нека дела постала су део јавних збирки Мађарске националне галерије у Будимпешти, Градског музеја у Суботици и Галерије Матице српске у Новом Саду . Поводом 150 година од рођења уметника, 2007. године, уприличена је ретроспективна изложба која је приказана у више војвођанских градова, између осталих у Суботици, Новом Саду, Сомбору, Зрењанину... Поводом овог јубилеја објављена је и пбликација Живот и дело Франца Ајзенхута : (1857-1903).